# Kilkivan
Kilkivan – miasto w Australii, w stanie Queensland.